# Campeonato Roraimense de Futebol de 2015
O Campeonato Roraimense de Futebol de 2015 foi a 60.ª edição do futebol do estado de Roraima. O Campeonato transcorreu a partir de 28 de março de 2015, contou com 6 clubes, os mesmos da edição anterior. O campeão disputou a Copa do Brasil de 2016, Série D de 2015 e Copa Verde de 2016.

## Regulamento
O campeonato terá dois turnos. No primeiro, todos os seis times se enfrentam uma vez cada, sendo o primeiro colocado diretamente classificado para a final. No segundo, os times estão divididos em dois grupos de três, sendo que os dois melhores de cada grupo se classificam. Em caso de igualdade na pontuação, são critérios de desempate: 1) confronto direto; 2) menos gols sofridos; 3) melhor saldo de gols; 4) decisão da federação. As semifinais e a final do segundo turno serão no formato mata-mata, em jogos únicos, com o primeiro colocado de um grupo enfrentando o segundo do outro. O vencedor da final do segundo turno enfrenta o vencedor do turno na grande decisão. Em caso de empate no jogo único da final, o título será decidido nos pênaltis. Se um mesmo time vencer os dois turnos será campeão sem necessidade de final.

## Primeiro turno

### Premiação
| Taça Boa Vista 2015    |
| ---------------------- |
|                        |
| Náutico-RR (2º título) |